# 馮寶
冯宝（？—558年），出自长乐冯氏，南梁、南陈大臣。

## 生平
冯宝其先为北燕皇族，自曾祖父冯业世居新会，南梁罗州刺史冯融之子。南梁末任高凉郡太守。娶当地酋长之女冼氏为妻。守高凉，得冼夫人之助，号称“政令有序，人莫敢违”。侯景乱梁，高州刺史李迁仕占据大皋口，派使者去召见冯宝与谋共反，冯宝想应召而行，被冼夫人制止，于是不从。李迁仕派大将杜平虏截击始兴郡太守陈霸先，冯宝与冼夫人定计袭取高州。冼夫人与陈霸先在灨石会面，回来后，对冯宝说陈霸先很得人心，一定和他结好关系。陈霸先建南陈，冯宝臣服南陈。558年，高凉郡太守冯宝去世。隋文帝时，追赠广州总管。

## 家族

### 父
- 馮融

### 妻
- 冼夫人

### 子
- 馮僕